# ナポレオン (戦列艦)
ナポレオン(Napoléon)はフランス海軍の90門蒸気スクリュー戦列艦。 主力艦としては世界で初めて設計時から蒸気機関の搭載が予定されており、真の意味で初の蒸気戦列艦、初のスクリュー駆動戦列艦として知られている。

## 経歴
ナポレオンは、10年間のうちに一斉に建造されたナポレオン級戦列艦9隻の1番艦として1850年に進水した。同級戦列艦は、高名な造船技師であったアンリ・デュピュイ・ド・ロームによって設計された。この船は最初にジョアンヴィル公フランソワ・ドルレアンに敬意を表して「プランス・ド・ジョアンヴィル(Prince de Joinville)」と命名されたが、フランス第二共和政期にルイ・フィリップの退位を祝って「革命歴2月24日(24 Février)」と改名され、最終的に1850年5月「ナポレオン(Napoléon)」と名付けられた。フランソワ・ドルレアンは回想録でこの出来事を「私はこのことについて今でも可笑しく思う」と苦々しく書き残している。

## 技術的な特徴
スクリューが試験的に軍艦に取り付けられるようになる以前の1840年代、軍艦に蒸気を利用する唯一の方法は外輪であった。しかし外輪は胴体側面に巨大な機械装置を必要とするため、舷側に大砲を並べる当時の軍艦との相性が悪かった。デュピュイ・ド・ロームは動力をすべてスクリューとする大胆なデザインの戦列艦を考案し、その計画を練った。そして1847年、彼の計画からナポレオンは発注された。この開発と建造の成功によって、世界中の艦隊は蒸気船による再構築を迫られることとなった。

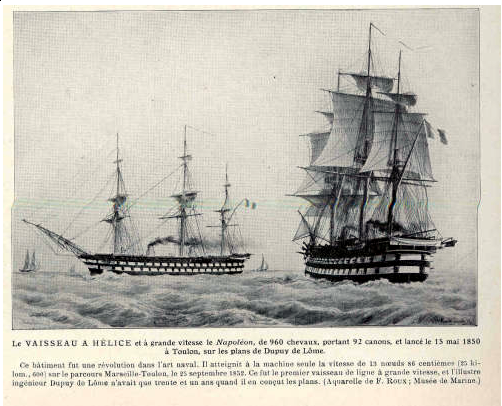
2方向から見たナポレオン、艦尾が丸いのがわかる。

ナポレオンは1850年に進水し、1852年に公試を行って約14ノット(26 km/h)の速力を達成した。クリミア戦争の最中、ナポレオンの活躍は多くの注目を集め、この船が代表する蒸気スクリュー戦列艦はその数を大幅に増やした。ナポレオンは全長240 ft (73 m)、全幅55 ft (17 m)、排水量5000トンで砲甲板は2層だった。海軍の有力な造船技師であったサネとその同僚達の傾向によって守られてきた良質な帆走戦列艦は依然維持されたが、蒸気動力の出現と莫大な石炭供給によるこの新たな状況変化は徹底的に進行した。

## 他国海軍での開発

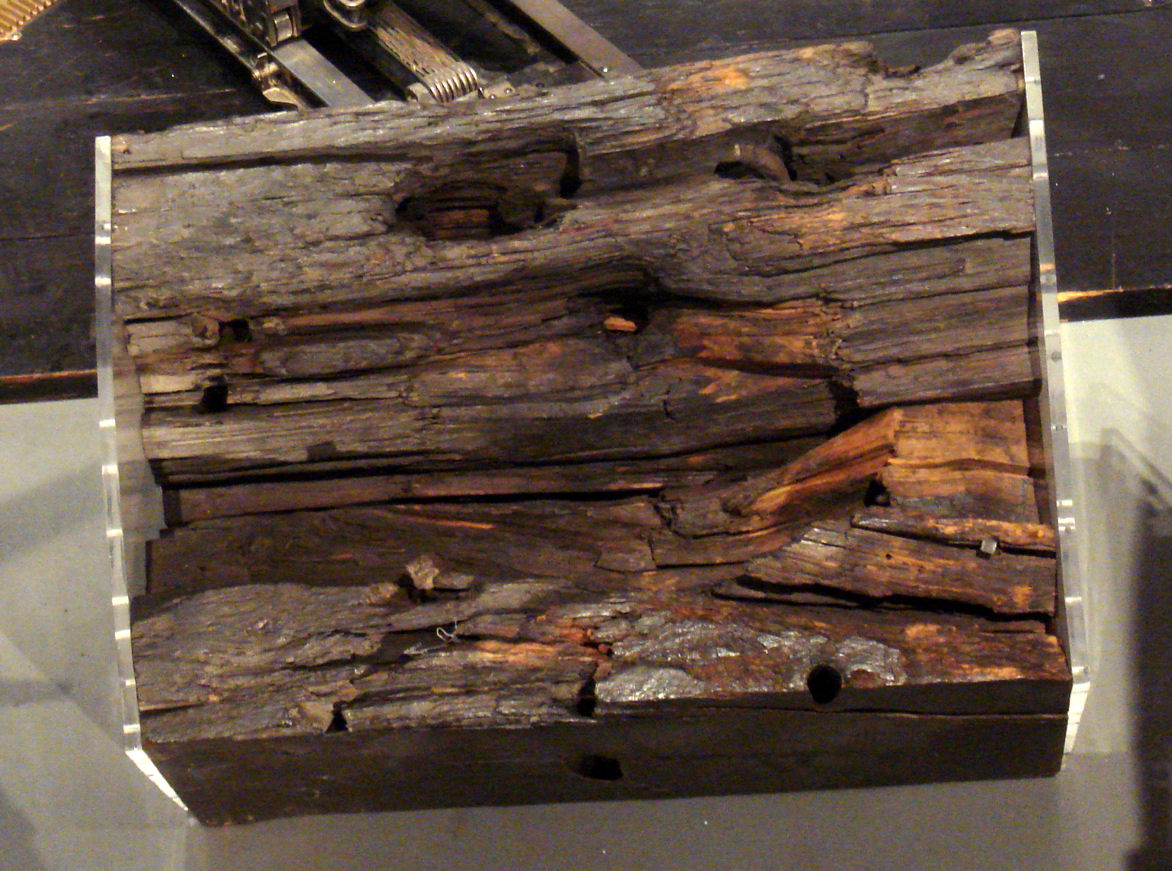
クリミア戦争中にカノン砲弾が直撃した、ナポレオンの木製側板

1844年～45年にかけて、タヒチやモロッコへのフランスの介入や、より強力な海軍を提唱する印刷物の出版によって、英仏協商が崩れたことで海軍の建艦競争が起きた。イギリスは1840年代にはすでに少数の蒸気スクリュー推進の沿岸戦闘艇を持っていた。この船は応急的に浮き砲台に450 hp (340 kW)の中型蒸気エンジンを載せ、5.8～8.9ノットの速力が出せる小型の戦闘艦としたもので、ブロックシップと呼ばれた。

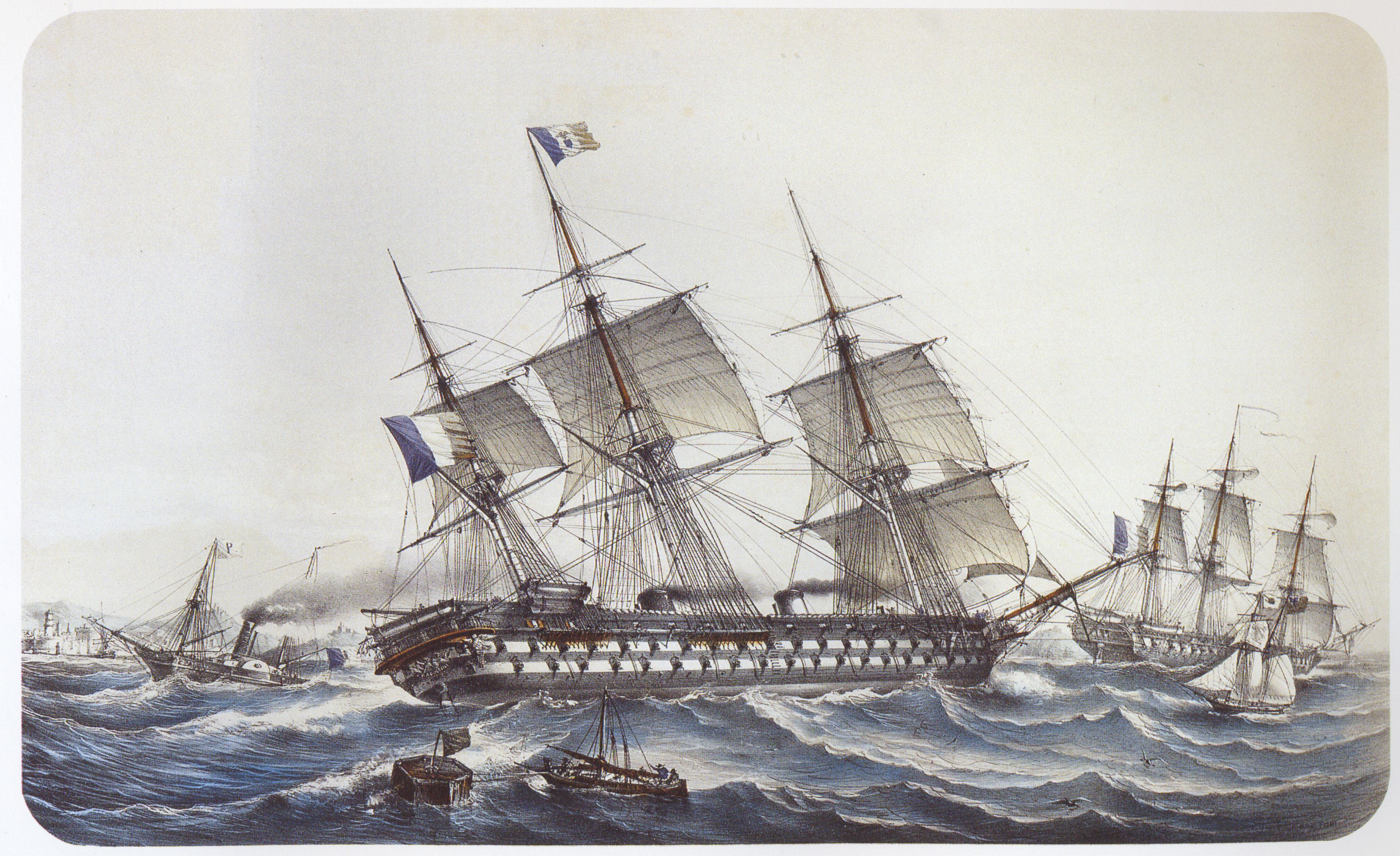
19世紀の海上の様子。中央がナポレオン

またイギリス海軍は多くの蒸気推進スループを発注しており、1843年にラトラー(HMS Rattler)（参考：ラトラー対アレクト）は世界初のスクリュー駆動軍艦となった。さらに英仏両国は蒸気フリゲートの開発も進めた。フランスでは1845年にポモナ(Pomone)が進水し、1年遅れてイギリス側もアンフィオン(Amphion) を完成させた。しかし、ナポレオンは進水した初の主力蒸気軍艦だった。1847年にイギリスは蒸気スクリュー戦列艦ジェームズ・ワット(HMS James Watt)を設計したが、この計画は非常に遅れたためこの船が稼働し始めたのは1854年になってからだった。姉妹艦であるアガメムノン(HMS Agamemnon)は1849年に建造が注文され、1853年1月に海軍籍に配置された。他にも、帆走戦列艦であったサンス・パレイル(HMS Sans Pareil)が建造中に蒸気船に改造され、1851年の3月に進水した。この船はアガメムノンより早い1852年11月には稼働状態に置かれた。イギリスが保有する軍艦の蒸気船への更新にあまり積極的でなかった理由は、作戦範囲が長距離・世界的規模に及び、まだこの時代は帆走が最も信頼のおける推進方式だったためである。

最終的に木造蒸気軍艦による艦隊を発展させたのはフランスとイギリスの両国のみであった。また、イギリスからの技術援助を元にこの種の軍艦を建造もしくは改造によって少なくとも1隻以上保有した国が数か国（ロシア、トルコ、スウェーデン、シチリア、デンマーク、オーストリア）あった。フランスは総計で10隻の木造蒸気戦列艦を新しく建造し、既存の28隻の帆走戦列艦を蒸気推進に改造した。一方のイギリスは18隻を新造し、41隻を改造により賄った。

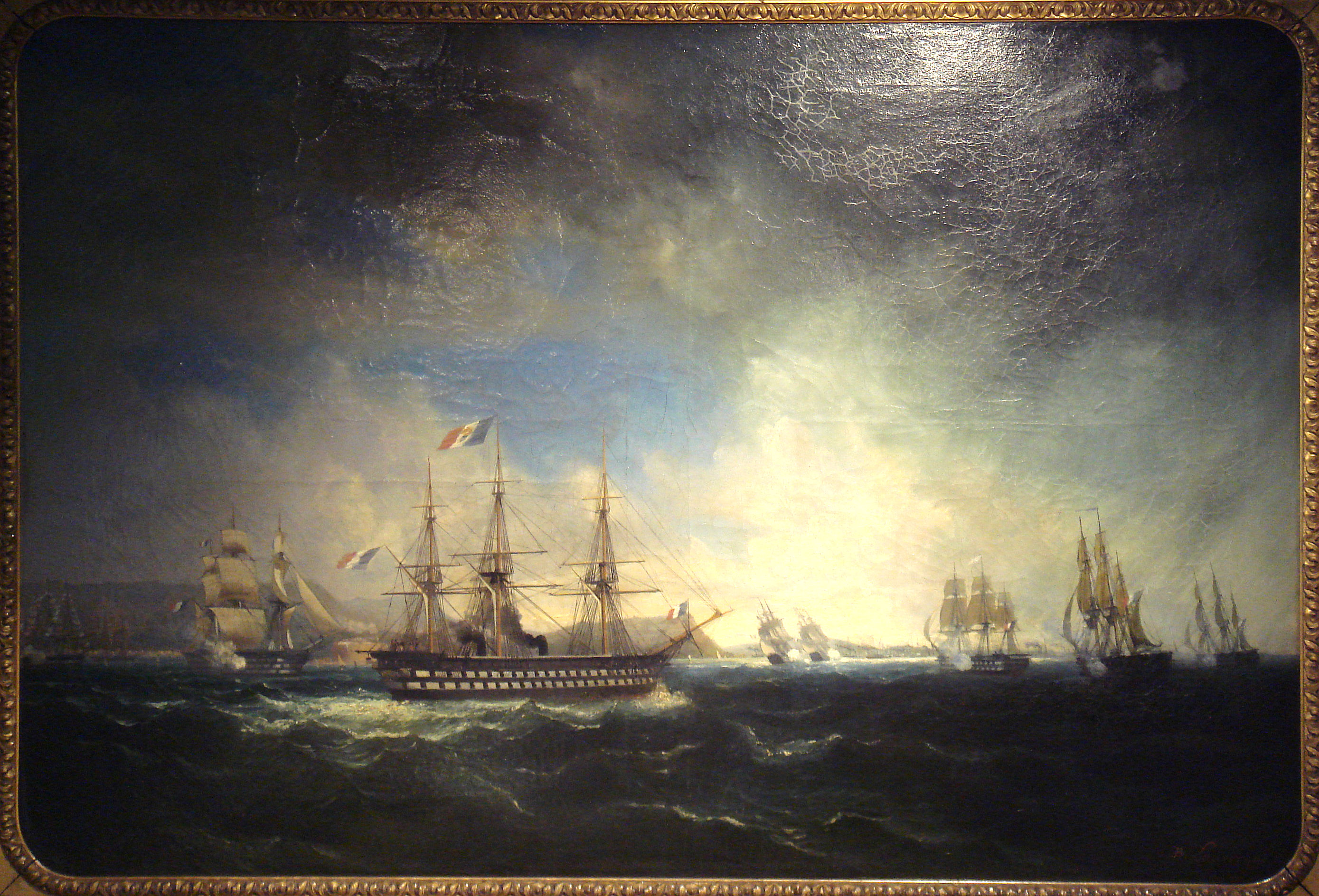
1852年、トゥーロンにおける観艦式でのナポレオン